# Wizardry 2: The Knight of Diamonds
Wizardry 2: The Knight of Diamonds, ursprünglich auch Wizardry: Knight of Diamonds – The Second Scenario, ist ein Computer-Rollenspiel von Sir-Tech aus dem Jahr 1982. Es ist der zweite Teil der Wizardry-Reihe und Fortsetzung zu Wizardry: Proving Grounds of the Mad Overlord. Das Spiel setzt den Besitz und die Beendigung des Vorgängers voraus, da der Spielstand daraus übernommen wird. Das Spiel wurde seinerseits durch den Nachfolger Wizardry 3: Legacy of Llylgamyn fortgeführt und zum Abschluss gebracht.

## Handlung und Spielprinzip
Nach dem Sieg über Werdna im ersten Teil, ließ Trebor das Labyrinth unter der Stadt Llylgamyn säubern, gestaltete es mit Hilfe des Amuletts um und sorgte dafür, dass es bewacht wurde. Seine Furcht vor der Rückkehr seines Erzfeinds trieb ihn jedoch letztlich in den Tod. Seither regierten wieder der Hohe Rat der Stadt und die Königsfamilie über das Reich. Zwei Jahre nach Trebors Tod greift der finstere Davalpus die Herrscherfamilie an und löscht sie nahezu vollständig aus. Einzig der „Staff of Gnilda“, ein altes göttliches Artefakt, das die Stadt seit langer Zeit vor Bösem bewahrt, verspricht eine Siegchance gegen Davalpus und seine Monsterarmee. Der Stab wurde einst vom legendären „Knight of Diamonds“ in einem unterirdischen Tempel unter dem königlichen Schloss platziert. Um ihn verwenden zu können, bedarf es eines Helden mit der vollständig angelegten Rüstung des legendären Ritters. Mit Hilfe der Rüstung und des Stabs stellt der überlebende Prinz Alavik den Aggressor und kann einen tödlichen Hieb landen. Doch ein letzter Fluch Davalpus’ zerstört das Schloss und lässt die beiden Kontrahenten verschwinden. Gnilda, der Gott des Tempels, erscheint darauf den Bewohnern der Stadt und bezeichnet sie als unwürdig, um weiter unter seinem Schutz zu stehen. Erst wenn der Stab zurückgebracht würde, werde er diesen Schutz erneuern. Die Nachricht von der Verwundbarkeit Llylgamyns verbreitet sich daraufhin unter den Feinden der Stadt und sie schicken sich an, gegen sie ins Feld zu ziehen. Der Hohe Rat tritt an die Helden des ersten Teils heran, um sie mit der Suche nach dem Stab zu beauftragen.
Der Weg zum Stab führt den Spieler mit seiner Abenteurergruppe ähnlich wie im Vorgänger durch einen diesmal sechsstöckigen Dungeon, der auf jeder Ebene ein anderes Einzelteil der gesuchten Rüstung verbirgt. Der Schwierigkeitsgrad richtet sich an fortgeschrittene Charaktere der Stufe 13, dem Stufenlimit des Vorgängers. Das bedeutete, dass man in der Ursprungsfassung des Spiels seine Heldenfigur mit Hilfe einer Speicherstandsdiskette von Proving Grounds of the Mad Overlord importieren musste. Erst spätere Auflagen beinhalteten eine vorgefertigte Abenteurergruppe und die Möglichkeit einer neuen Charaktergenerierung.
Das Spielprinzip des Vorgängers, das sich wiederum stark an Dungeons & Dragons orientierte, wurde nahezu unverändert übernommen. Lediglich einige Zaubersprüche wurden angepasst und der Spieler kann nun auch innerhalb der Level speichern. Dafür entfällt die Möglichkeit, Level mit Hilfe eines Aufzugs oder per Teleport-Zauber in bislang unerforschte Regionen zu überspringen.

## Rezeption
1983 erhielt Wizardry 2 den Origins Award als Bestes Heimcomputer-Adventure. Bei den 5. Arkie Awards der US-Spielezeitschrift Electronic Games erhielt das Spiel das Certificate of Merit als nachrangiger Kandidat für das beste Computer-Adventure.
Wie bei der gesamten Serie, wurde auch bei Wizardry 2 oftmals auf den hohen Schwierigkeitsgrad verwiesen.

## Fortsetzung
Sir-Tech veröffentlichte 1986 die Fortsetzung Wizardry 3: Legacy of Llylgamyn. Bis 2001 erschienen fünf weitere Nachfolger von Sir-Tech. Mit dem Abschluss der Arbeiten an Wizardry 8: Destination Dominus stellte Sir-Tech 2001 die Spieleentwicklung ein.